# La Lupa (cantante)
La Lupa, pseudonimo di Maryli Maura Herz-Marconi (Onsernone, 9 febbraio 1947), è una cantante svizzera.
Nel 1999 è uscito un documentario sulla sua vita, diretto da Lucienne Lanaz. Le interviste all'artista della Neue Zürcher Zeitung (2018) e della Radiotelevisione Italiana (2021) sono disponibili online.

## Biografia

### Vita
Nasce Maryli Maura Marconi il 9 febbraio 1947 in Valle Onsernone nel Canton Ticino. Da adolescente, le fu dato il nome La Lupa (la lupa, it.), Che mantenne come nome d'arte. Quando lui aveva 20 anni, si recò a Zurigo, dove vive tuttora.

### Carriera

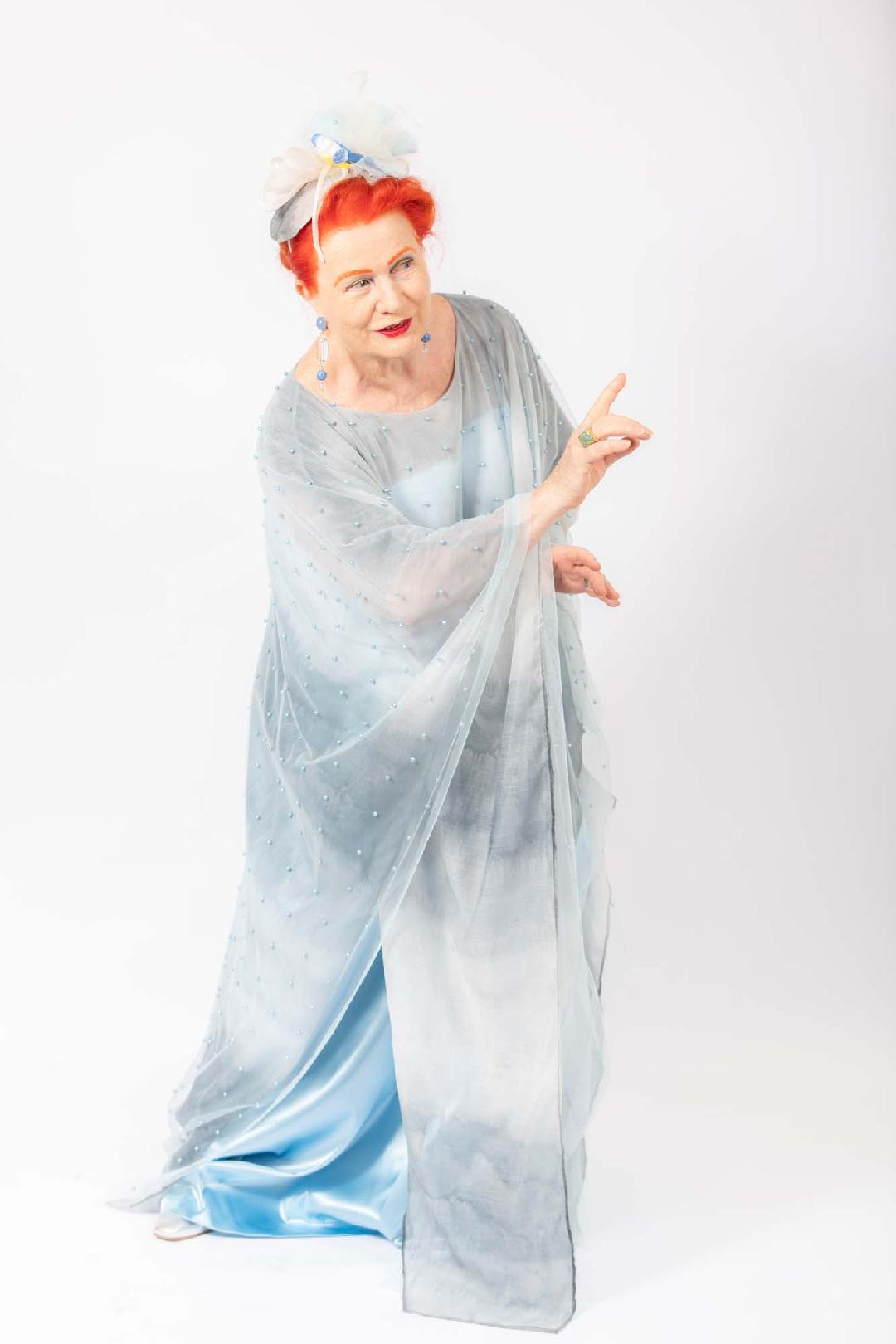
La Lupa, cantante svizzera

Ha avuto la sua prima apparizione pubblica nel 1980 con il ruolo da protagonista nello spettacolo all'aperto "Der Suppatai" con il cantautore Walter Lietha ad Arcas-Platz a Coira, Cantone Grigioni. Da allora ha prodotto molti programmi da solista, spesso presentati in sedi di Zurigo come Theater Stok, Grossmünster e Kunsthaus.
Le sue produzioni e registrazioni audio comprendono interpretazioni musicali di poeti come Dante Alighieri, Kahlil Gibran, Guillaume Apollinaire, Angelo Poliziano, Rabindranath Tagore, Hildegard von Bingen, Pablo Neruda, Federico Garcia Lorca, Francesco Petrarca, Salvatore Quasimodo, Friedrich Schiller, Biagio Marin, Fernando Pessoa ecc.
Ha fatto un tour negli Stati Uniti nel 1993, durante il quale si è esibita a New York e Washington, e si è esibita anche a Stoccolma, Parigi, Kiev, Napoli, Venezia, Il Cairo e Amsterdam. Nel 1992 si è esibita all'EXPO'92 di Siviglia.

## Registrazioni
Con malizia e passione (LP, album); Folk, mondo e paese; Zytglogge, ZYT 240, 1982.
Cammino e Canto (LP); Jazz, rock, pop, contrabbasso - Fumio Shirato, sassofono, flauto - Mario Giovanoli, flauto, Urs Walker, violino - La Lupa; Zytglogge, ZYT 250, 1984.
L'Amor che si consuma (LP, CD); Folk, mondo e paese; violoncello - Fortunat Frölich, viola Urzli Senn, clarinetto/fisarmonica - Hans Hassler, voce - La Lupa; Zytglogge, ZYT 265, 1988.
Poesie e canzoni (CD, Album); Folk, World, & Country, viola - Urzli Senn, voce - La Lupa; Zytglogge, ZYT 4297, 1993.
La gira la röda - grazia alla vita, folk, world, & country, viola-Urzli Senn, violoncello-Fortunat Frölich, voce-La Lupa; (CD, Album), Zytglogge, ZYR 4540, 1995.
L'Odore di libertà (CD, Album), Folk, World e Country; Violoncelli - Fabian Müller, Fortunat Frölich, voce - La Lupa; Jecklin Red Note, JC 106-2, 1996.
Cupido (CD, Album); classica, popolare, mondiale e country; Sassofono - Harry Kinross White, Violoncello/arrangiamenti - Fabian Müller, Voce - La Lupa; MGB, CD 6188, 2002.

## Pubblicazioni
- Schmid, Silvana (c 2011), La voce La Lupa, fotografia di Gitty Darugar, Limmat Verlag, Zurigo. ISBN 978-3-85791-632-8. OCLC 724772627[10]
- 1999 film documentario di Lucienne Lanaz: LA LUPA - Grazie alla vita.[1]